# AnyDVD
AnyDVD és un controlador que funciona amb Windows que permet la descodificació de DVD, així com l'eliminació de la còpia específica de prevenció i les prohibicions de les operacions d'usuari (UOPs). Hi ha actualitzacions que permeten fer el mateix amb el HD-DVD i Blu-ray. AnyDVD s'executa en segon pla, fent que els discs copiats siguin de regió lliure. A més d'eliminar les restriccions digitals, AnyDVD també deixa sense efecte el sistema de prevenció de còpia de Macrovision que distorsiona el senyal de vídeo d'alta qualitat per així evitar la còpia del material protegit, a més d'eliminar el sistema de prevenció de còpia de CDs d'enregistrament i reproducció de so.
A partir de la versió 6.1.4.3, AnyDVD llançà un ripper que va eliminar Sony el 2007. El mòdul ripper s'elaborà amb un codi d'Elby CloneDVD. Les versions anteriors van utilitzar un ripper fet per FixVTS, però FixVTS fou bloquejat per amenaces legals de Sony.